# Відродження (Болгарія)
«Відродження» (болг. Възраждане) — проросійська націоналістична політична партія в Болгарії, заснована Костадіном Костадіновим в 2014. Партія визначається учасниками як патріотична, а багатьма аналітиками — як євроскептична, антизахідницька та русофільська.

## Історія

### Створення
У 2013 році один із членів партії «ВМРО-БНД» Костадін Костадінов вийшов із партії у зв'язку з тим, що був незадоволений обранням Красіміра Каракачанова на посаду голови у 2013 році.
У червні 2014 року Костадінов повідомив журналістам, що 2 серпня того ж року в місті Пліска пройдуть установчі збори зі створення партії «Відродження». Ініціатори обрали день, коли відзначається річниця Ілінденського повстання.

### Білборди на захист ЛГБТ
У зв'язку з кампанією захисту прав гей-пар, наприкінці 2018 року в деяких містах Болгарії були встановлені білборди із зображеннями одностатевих пар під написом: «Усе гаразд. Це просто кохання». Вони викликали гостру суспільну реакцію (рекламні щити зазнали вандалізму і згодом зняли влада). У відповідь на розміщення цих білбордів партія «Відродження» встановила контррекламні щити в тих же місцях. Їхній вигляд був витриманий у дусі попередніх, оскільки вони зображували сім'ю з трьома дітьми з написом «Усе гаразд. Це нормальна родина». Їхня поява викликала негативну реакцію та протести з боку ЛГБТ-спільнот.

### Протести
У 2018 році партія Відродження оцінює 3-й уряд Бойка Борисова (складено між партіями «ГЕРБ» та «Об'єднані патріоти») як надзвичайно шкідливий для країни. З початку 2020 року партія «Відродження» розпочинає активні протестні дії проти нього. Станом на 27 січня 2020 року, при протесті, що організований партією перед Міністерством регіонального розвитку та благоустрою, поліція використовує сльозогінний газ для розгону протестувальників. Є десятки отруєних, які потребують медичної допомоги, а також заарештовані.
Після слабких обмежувальних заходів під час пандемії коронавірусу 14 травня 2020 року «Відродження» проводить акції протесту з вимогою відставки уряду, до якого приєдналися тисячі громадян, не пов'язаних із партією.
12 січня 2022 року партія організувала протест з вимогами вилучення зеленого сертифікату та протиепідеміологічних заходів, які застосовувалися на території Республіки Болгарія, вони були визначені партією як заходи, що порушують конституцію країни. Також були прохання відставки уряду Кирила Петкова.

### З 2022 року
У березні 2022 року представники партії у парламенті запропонували запровадити квоти на державних каналах телебачення та радіо (БНТ та БНР) — не менше 50 % болгарської музики в ефірі. Подібні квоти, за твердженням представників партії, діють у Бельгії, Данії, Греції, Франції, Естонії та інших країнах Європи.
6 квітня 2022 року партія організувала в центрі Софії на площі Народних зборів масовий мітинг «Разом за Болгарію». За його підсумками до парламенту було передано вимогу відмовитися від військової допомоги «будь-якої зі сторін» конфлікту в Україні під час російського вторгнення, а також від розміщення на болгарській території озброєнь, «дальнобійність яких могла б загрожувати будь-якій із ворогуючих сторін». Проведене наприкінці березня соціологічне дослідження показало, що лише 16 % болгар підтримують надання військової допомоги Україні, при цьому допомогу українським біженцям схвалюють 53 % опитаних.
4 травня 2022 року Костадін Костадінов оголосив що «Відродження» не визнає чинну владу легітимною і назвав її злочинною. Він також закликав болгарських громадян до громадянської непокори. Парламентська фракція «Відродження» успішно бойкотувала (разом з ГЕРБ, «Є такий народ» та ДПС) засідання парламенту 23 червня після винесення вотуму недовіри уряду Кирила Петкова, кворум не зібрався.
У вересні представники «Відродження» повідомили про плани приватизувати софійського постачальника теплопостачання «Топлофікація Софія» та вимагали прозорості цього процесу. Саме інфляція та енергетична криза викликають у 2022 році найбільше занепокоєння у болгарського виборця за даними опитувань (40 % та 19 % відповідно).

## Ідеологія[21]
Партією проголошується захист національних інтересів шляхом підтримки національної економіки, зокрема шляхом застосування принципу соціальної відповідальності держави; орієнтація в першу чергу на малі та середні підприємства та сімейний бізнес, створення системи податкових, адміністративних та інших заходів щодо стимулювання їх діяльності, інвестиції в компанії на ранній стадії розвитку; пільгове оподаткування та найкращі умови для всього болгарського бізнес-середовища; скорочення видатків бюджету на адміністративні цілі та збільшення доходної частини бюджету через підвищення ефективності управління державними ресурсами, зокрема — державним майном; впровадження програми повернення болгар з-за кордону, що стимулює відкриття їхнього бізнесу на батьківщині.
Особлива увага у програмі приділяється питанням національної безпеки. Пріоритетом проголошується створення елітної регулярної болгарської армії. Обіцяються інвестиції в обладнання та техніку для національної оборони та безпеки. Заявляється, що армія складатиметься з трьох основних частин — особового складу повністю професійної регулярної армії (високотехнологічні сполуки ВПС та ВМФ, а також спецназ та частина сухопутних військ), призовників, а також резерву разом із наданими йому цивільними об'єднаннями. Проголошується методична підготовка всього населення до мобілізаційної готовності та оборонних дій, періодична підготовка резервних формувань — через систему практичних занять із вироблення необхідних бойових навичок, за зразком швейцарської армії. Буде визначено мінімальну чисельність збройних сил за видами військ та мінімальний відсоток ВВП на витрати на оборону. Служба у збройних силах на заклик проголошується обов'язковою для кожного дорослого громадянина Болгарії чоловічої статі протягом декількох тижнів. Обіцяється короткострокова та середньострокова програма переозброєння та переоснащення армії. «Військові мають відновити контроль над військовими частотами та інфраструктурою, які наразі належать приватним компаніям у рамках приватизаційних угод». Проголошується необхідність побудови єдиного комплексного центру аварійно-рятувальних робіт для боротьби зі стихійними лихами, терористичними актами тощо. Обіцяється державна підтримка конструкторського та технологічного вдосконалення продукції болгарської військової промисловості, захист інтересів підприємств оборонного комплексу та пріоритетне оснащення армії болгарським озброєнням та технікою за інших рівних умов.
У сфері внутрішньої політики проголошується; «Ми віримо, що нація є вінцем болгарського соціального розвитку і як така має бути збережена за будь-яку ціну. Болгарська нація — це сукупність особистостей із болгарською самосвідомістю та болгарською культурною приналежністю, об'єднаних загальною державністю. Однак в умовах постмодерної ліберальної демократії ця логічна і проста істина все частіше заперечується». «Ми вважаємо, що можливість отримання привілеїв внаслідок належності до якоїсь етнічної, релігійної, статевої чи іншої меншості є причиною, а не її інтеграції-сегрегації та інкапсуляції цієї меншості. Спроба прищепити свідомість того, що кожна людина така, якою вона почувається або думає залежно від настрою в даний момент, ми вважаємо глибоко помилковою і такою, що викликає розбіжності. Ми проти надання будь-яких привілеїв за національною, релігійною, політичною чи іншою ознакою. Ми категорично проти спроб знищити болгарську націю за рахунок штучно створених хвиль іммігрантів та біженців».
Нинішня зовнішня політика характеризується як «несмілива, бездіяльна, поступлива і навіть боягузлива», з відсутністю чітких ідей та цілей, крім переорієнтації з «прорадянської» на «проатлантичну» «лояльність», що призводило до хаосу, низької ефективності та безперспективності. Як приклад наводиться прийнята концепція численних транспортних коридорів в обхід Болгарії. Йдеться про те, що для економічного розвитку Болгарії важливі тісні зв'язки зі старими економічними партнерами: країнами Східної Європи, арабського світу, Далекого Сходу та іншими країнами за межами Євросоюзу. Також вважається важливим об'єднання співвітчизників за кордоном та налагодження зв'язків із ними. Партія проголосила за мету повне об'єднання, в перспективі, Болгарії з Республікою Північна Македонія, яку вважає «другою болгарською державою». І як кінцева мета — «відновлення повної державної незалежності Болгарії».
Лідера партії кілька разів запитували, чи він підтверджує, що його партія дотримується проросійської ідеології. На це він відповідає: «Я весь час говорю лише про Болгарію, не знаю, де ви чули, щоб я говорив про Росію… Болгарія має бути незалежною країною, яка не залежить від інших. Немає нічого поганого в тому, щоб вести справи з іншими країнами, якщо наша країна також зацікавлена у цьому».

## Участь у виборах

### Парламентські вибори
| рік           | голоси  | %     | місць  | №  | м місце в управлінні |
| ------------- | ------- | ----- | ------ | -- | -------------------- |
| 2017          | 37 896  | 1.11  | 0/240  | 11 | поза парламентом     |
| Квітень 2021  | 78 414  | 2.41  | 0/240  | 9  | поза парламентом     |
| Липень 2021   | 82 147  | 2.97  | 0/240  | 8  | поза парламентом     |
| Листопад 2021 | 127 568 | 4.86  | 13/240 | 7  | опозиція             |
| 2022          | 254 952 | 9.83  | 27/240 | 4  | опозиція             |
| 2023          | 358 174 | 13.58 | 37/240 | 3  | опозиція             |

2017 рік
ЦВК зареєструвала партію «Відродження» для участі у парламентських виборах 26 березня 2017 року. Після завантаження номер партії у виборчому бюлетені був № 14. Партія не бере участі у парламенті.
квітень 2021 року
На виборах 4 квітня партія отримала 78414 голосів, чого не вистачило для проходження до парламенту.
липень 2021 року
На виборах 11 липня партія набрала 82147 голосів, чого знову не вистачило для проходження до парламенту.
листопад 2021 року
На виборах 14 листопада партія отримала 127 568 голосів та вперше пройшла до Національних зборів, отримавши там 13 місць.
2022 рік
На парламентських виборах у Болгарії, що відбулися 2 жовтня 2022 року, партія набрала 254 952 голоси та отримала 27 депутатських мандатів.
2023 рік
На дострокових виборах до парламенту у квітні 2023 року «Відродження» набрала 13,58 % голосів (358174 голоси). За результатами цих виборів лише партії «Відродження» та «Є такий народ» значно покращили свою позицію, решта парламентських партій отримала менше місць у 49-му, ніж у 48-му зборах. Політолог Огнян Мінчев не бачить можливості для коаліції, здатної сформувати уряд, і передбачає нові дострокові вибори вже у липні 2023.

## Керівництво партії
- Костадін Костадінов — голова
- Веліслав Христов — заступник голови
- Петар Петров — заступник голови
- Цончо Ганев — заступник голови
- Ніколай Дренчев — секретар